# Закон за изключеното трето
Законът за изключеното трето е един от трите основни закони на логиката, заедно със Закона за тъждеството и Закона за непротиворечието. Според този закон, когато се допуска наличието на противоположни качества и изказването на противоположни съждения за едно и също нещо, което от двете противоположни съждения е истина, другото задължително е неистина, и трето истинно положение няма.
Най-ранната формулировка на закона е дадена от Аристотел.